# Silver Convention
«Silver Convention» (укр. Сілва конвенш) — німецький гурт, виконував музику в стилі диско.
Утворений 1974 року у Мюнхені. До складу гурту ввійшли: колишня учасниця Les Humphries Singers Лінда Томпсон (Linda Thompson) — вокал; Реймона Вольф (Ramona Wolf) — вокал та Пенні Маклін (Penny McLean) — вокал.
Засновниками цього студійного гурту були продюсери Сільвестер Лівей та Майкл Канз. Разом вони популяризували 1975 року британський хіт «Save Me» та американський супер-шлягер «Fly, Robin, Fly», і захопившись успіхом цих творів, вирішили дати своїм підопічним вокалісткам назву Silver Convention.
Новостворений гурт виявився чимось більшим, ніж просто можливістю студійних пошуків її засновників, здобувши світову популярність диско-хітом «Get Up & Boogie (That's Right)». Однак заміна Лінди Томпсон на Ронду Хет (Rhonda Heath) виявилась хибним кроком і після запису ще кількох хітів наприкінці 1970-их років гурт припинив свою діяльність.

## Дискографія
- 1975 — Save Me
- 1976 — Silver Convention
- 1976 — Madhouse
- 1977 — Golden Girls
- 1977 — Greatest Hits
- 1994 — Get Up & Boogie — The Best Of Silver Convention.